# هارينجفليت

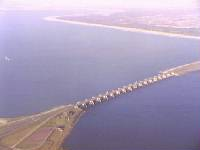
هويسات هارينجفليت

هارينجفليت هو بوغاز كبير من بحر الشمال، في مقاطعة جنوب هولندا في هولندا. وهو مصب مهم لدلتا الراين - الماس - سخيلده.